# کاداواتا
کاداواتا (به لاتین: Kadawatha) یک منطقهٔ مسکونی در سری‌لانکا است که در استان غربی، سری‌لانکا واقع شده‌است. کاداواتا ۱۵٬۰۰۰ نفر جمعیت دارد.